# Гриб, Мечислав Иванович
Мечисла́в Ива́нович Гриб (бел. Мечыслаў Іванавіч Грыб; род. 25 сентября 1938, Савичи, Новогрудское воеводство) — белорусский политик, председатель Верховного Совета Республики Беларусь в 1994—1996 годах. Сменил в этой должности Станислава Шушкевича. Генерал-лейтенант милиции (1993). Заслуженный юрист Беларуси (1994).

## Биография
Мечислав Иванович Гриб родился 25 сентября 1938 года в деревне Савичи (ныне — Дятловского района Гродненской области).
В 1959 году окончил Львовский государственный университет безопасности жизнедеятельности, служил инспектором милиции ОВД Плисского райисполкома Витебской области. В 1962—1981 годы — на различных должностях в органах внутренних дел Витебска и Витебской области. В 1967 году окончил юридический факультет Белорусского государственного университета.
С 1981 года — начальник Управления охраны общественного порядка МВД БССР. С 1985 года — начальник управления внутренних дел Витебского облисполкома. Сразу после назначения возглавил расследование так называемого «витебского дела» о серийном убийце и насильнике Геннадии Михасевиче. В том же году убийца 37 женщин был арестован, а впоследствии осуждён и казнён.

## Политическая деятельность
В 1990 году стал депутатом Верховного Совета БССР (с 1991 — Республики Беларусь). Член Президиума Верховного Совета, председатель постоянной Комиссии по вопросам национальной безопасности, обороны и борьбы с преступностью. В 1995 — переизбран народным депутатом Республики Беларусь.
Председатель Верховного Совета Республики Беларусь (с января 1994 по январь 1996; до 20 июля 1994 являлся, согласно Конституции, формальным и фактическим главой государства). Председатель Комиссии по правам человека при Президиуме Верховного Совета. Под председательством Гриба Верховный Совет 15 марта 1994 года принял Конституцию Республики Беларусь.
Мечислав Гриб сейчас находится в оппозиции к белорусским властям. Состоял в Белорусской социал-демократической партии (Народная Громада) в 1996—2001 годах.
7 июня 2020 года принял участие в пикете на Комаровском рынке, собравшем от 800 до 1300 человек.